# Émile Muller
Émile Muller (ur. 20 kwietnia 1915 w Miluzie, zm. 11 listopada 1988 tamże) – francuski polityk i samorządowiec, parlamentarzysta, w latach 1956–1981 mer Miluzy, kandydat w wyborach prezydenckich.

## Życiorys
Kształcił się w szkole technicznej w rodzinnej miejscowości, pracował jako typograf. Od 1929 należał do Francuskiej Sekcji Międzynarodówki Robotniczej (SFIO). Po II wojnie światowej był etatowym pracownikiem ugrupowania, zarządzał też partyjną drukarnią. Od 1957 do 1968 kierował strukturami SFIO w departamencie Górny Ren. Był radnym rady generalnej, a w latach 1958–1964 i 1973–1982 jej wiceprzewodniczącym. Pełnił funkcję zastępcy mera Miluzy, a od 1956 do 1981 zajmował stanowisko mera tej miejscowości.
W latach 1958–1962 po raz pierwszy sprawował mandat posła do Zgromadzenia Narodowego. Pod koniec lat 60. opuścił socjalistów w proteście przeciwko współpracy z komunistami, współtworzył i kierował centrolewicowym ugrupowaniem PDS. W kadencjach 1973–1978 i 1978–1981 ponownie był członkiem niższej izby francuskiego parlamentu, w ostatniej z nich reprezentował Unię na rzecz Demokracji Francuskiej. W 1974 wystartował w wyborach prezydenckich, otrzymując w pierwszej turze głosowania 0,7% głosów.
Odznaczony Legią Honorową V klasy.